# Orochimaru
Orochimaru (大蛇丸) est un personnage du conte japonais Jiraiya Goketsu Monogatari (児雷也豪傑物語, La Légende du galant Jiraiya), populaire dans les représentations de kabuki.

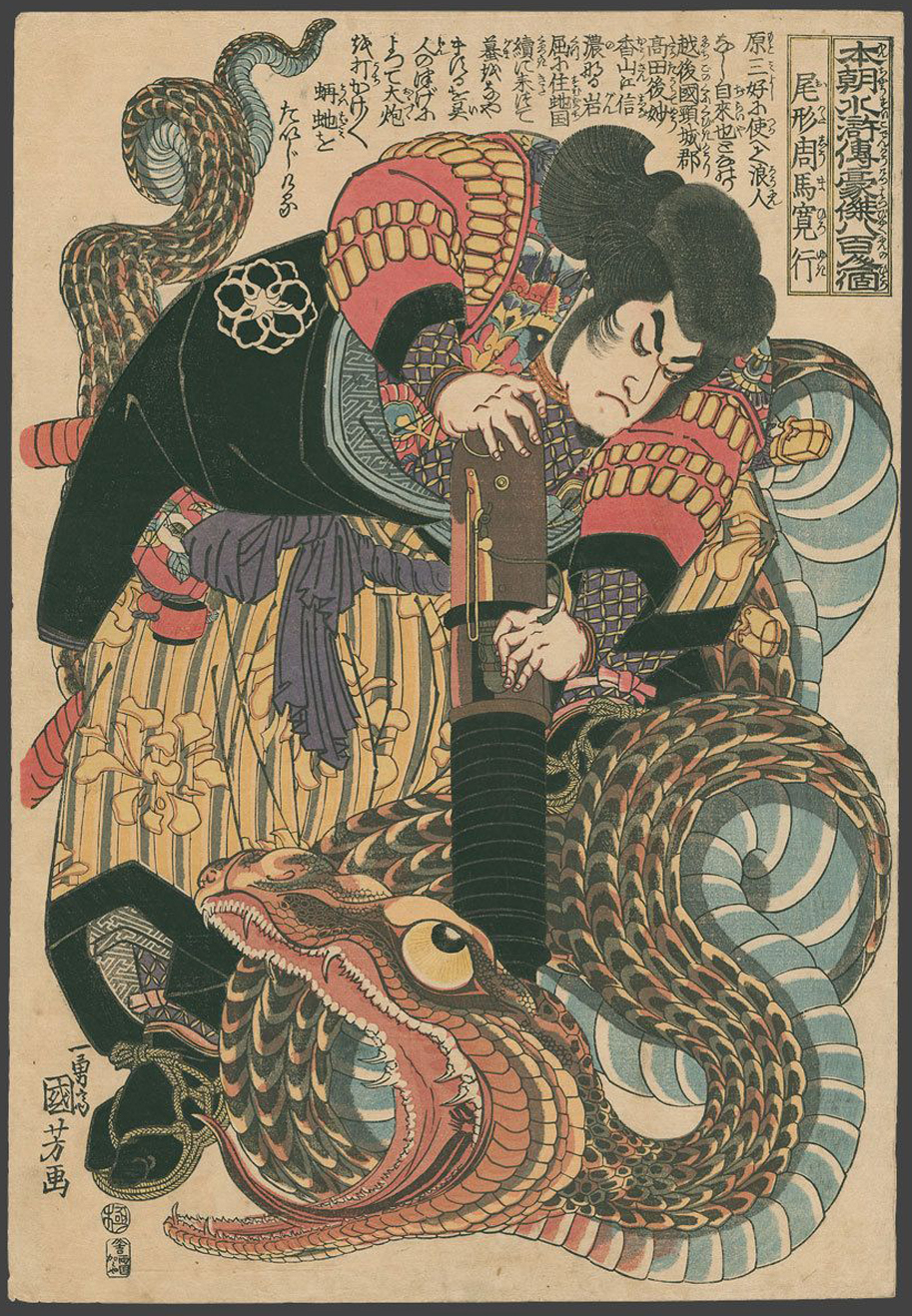
Jiraiya attaquant le serpent Orochimaru à l'aide d'un fusil. Estampe d'Utagawa Kuniyoshi.

Autrefois nommé Yashagoro, il fut un des disciples de Jiraiya. Ensorcelé par un serpent, il reçoit des pouvoirs magiques lui permettant de se transformer en serpent géant. Il se retourne alors contre son ancien maître et sa femme, Tsunade, et les empoisonne avec son venin.